# Ῐ
Cette page contient des caractères spéciaux ou non latins. S’ils s’affichent mal (▯, ?, etc.), consultez la page d’aide Unicode.
Iota brève (capitale Ῐ, minuscule ῐ) est une lettre de l’alphabet grec polytonique utilisé pour le grec ancien.

## Utilisation
L’iota brève est utilisé pour noter l’iota court, notamment dans certains dictionnaires. Il est par exemple utilisé lorsque la quantité de longueur est indiqué dans la transcription de mots comme ἰδιοφυής, alors transcrit ‹ ἰδῐοφῠής ›.